# موج نخست فمینیسم

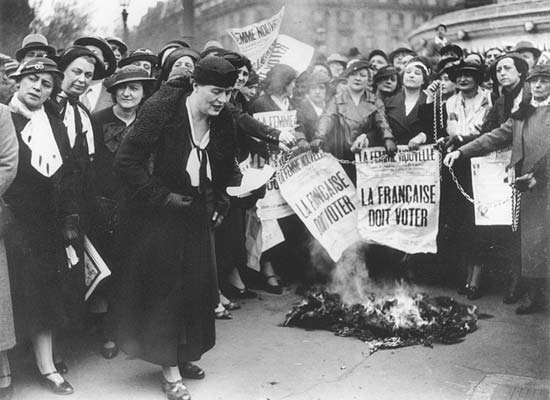
لوئیز وایس و سایر زنان پاریسی در سال ۱۹۳۵ که خواستار حق رای زنان بودند

موج نخست فمینیسم اشاره به دورانی از فعالیت فمینیستی دارد که در طول قرن ۱۹ و آغازِ قرنِ ۲۰ در فرانسه، انگلستان، کانادا، هلند و ایالات متحد آمریکا رخ افتاد. الیمپ دگوژ، نمایشنامه نویس و فعال سیاسی، نخستین منشور حقوق زنان را در سپتامبر سال ۱۷۹۱ تنظیم کرد و خواستار به رسمیت شناختن حقوق زنان به عنوان شهروند شد. وی معتقد بود که آزادی، برابری و برادری بدون در نظر گرفتن نیمی از جمعیت میسر نمی‌شود. تمرکز این جنبش روی نابرابری‌ها در حقوق قانونی لازم‌الاجرا و عمدتاً به دست آوردن حق رای برای زنان بود. اصطلاح موج اول برای نخستین بار در سال ۱۹۷۰ به کار رفت. در آن زمان جنبش زنان، به همان اندازه در حال مبارزه با نابرابری‌های حقوقی جنسیتی بود که با نابرابری‌های غیررسمی. جنبش در این دوره با به‌رسمیت‌شناختن فعالیت‌های پیش از خود، عنوان موج دوم فمینیسم را برای خود برگزید.

## یادداشت
1. ↑  de jure
2. ↑  de facto